# مذبحة كاوناس

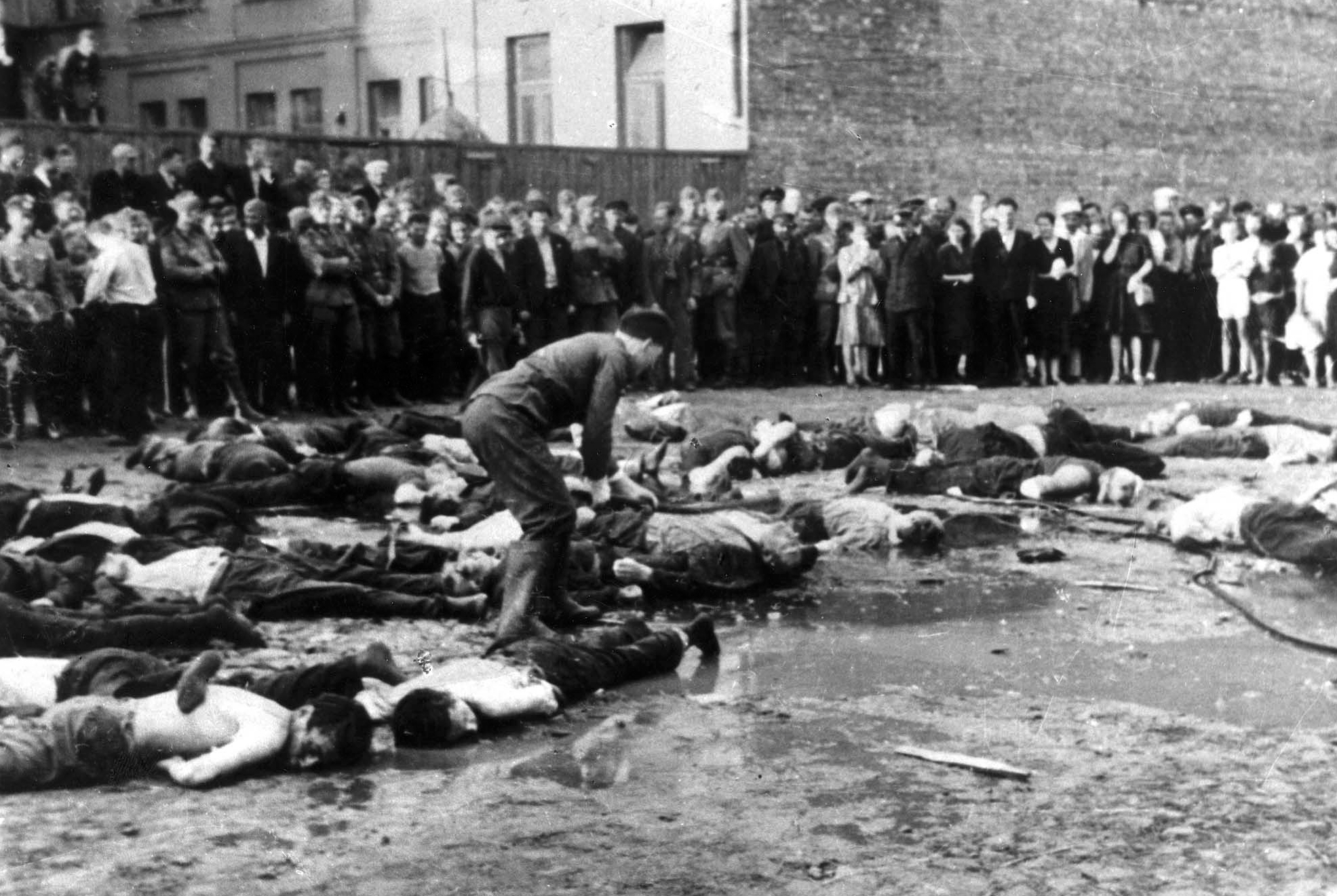
مدنيون ليتوانيون وجنود ألمان يشاهدون مذبحة 68 يهوديًا في مرآب لييتوكيس في كاوناس في 25 أو 27 يونيو عام 1941

كانت مذبحة كاوناس مذبحة على اليهود الذين يعيشون في كاوناس، ليتوانيا، والتي وقعت في الفترة من 25 إلى 29 يونيو 1941؛ الأيام الأولى لعملية بربروسا والاحتلال النازي لليتوانيا. وقعت الحادثة الأكثر شهرة في مرآب قسم كاوناس التابع للمفوضية الشعبية للشؤون الداخلية وهو مرآب مؤمم لليتوكيس، وهو حدثٌ يُعرف باسم مذبحة مرآب ليتوكيس. هناك تعرض عشرات الرجال اليهود، الذين يُزعم أنهم مرتبطون بالمفوضية الشعبية للشؤون الداخلية، للتعذيب العلني وأُعدموا في 27 يونيو أمام حشد من الرجال والنساء والأطفال الليتوانيين. تم توثيق الحادث من قبل جندي ألماني قام بتصوير الحدث بينما كان رجل يُلقب بـ «تاجر الموت» يضرب كل رجل حتى الموت بقضيب معدني. بعد يونيو، حدثت عمليات إعدام ممنهجة في حصون مختلفة من قلعة كاوناس، وخاصة الحصن السابع والتاسع.

## الخلفية
سيطرت جبهة النشطاء الليتوانيين (LAF)، وهي منظمة سرية يمينية متطرفة تعمل داخل ليتوانيا السوفيتية، على المدينة ومعظم المناطق الريفية الليتوانية في مساء يوم 23 يونيو 1941. وصل قائد الفرقة النازية فرانز والتر ستالكر إلى كاوناس صباح يوم 25 يونيو. زار مقر الشرطة الأمنية الليتوانية وألقى خطابًا طويلًا معاديًا للسامية يشجع الليتوانيين على حل «المشكلة اليهودية». وفقًا لتقرير ستالكر الصادر في 15 أكتوبر، لم يكن الليتوانيون المحليون متحمسين لبدء أعمال العنف المعادية للسامية، لذلك طلب من ألغيرداس كليمايتيس الشروع في أعمال الإبادة الجماعية. كان كليمايتيس يسيطر على وحدة شبه عسكرية قوامها حوالي 600 رجل تم تنظيمها في تيلسيت من قبل الشرطة الأمنية الألمانية ولم تكن تابعة لجبهة النشطاء الليتوانيين.